# Kanał Sielecki
Kanał Sielecki – rów wodny w Warszawie, w dzielnicy Mokotów.

## Położenie i charakterystyka
Rów znajduje się w dzielnicy Mokotów, jest dopływem Kanału Głównego „A”. Według państwowego rejestru nazw geograficznych początek rowu położony jest w rejonie ulic Płyćwiańskiej i Obserwatorów, a jego koniec zlokalizowany jest na Jeziorze Sieleckim. Ciek biegnie na wschód wzdłuż ulicy Obserwatorów i Idzikowskiego, przepływa przez fosę fortu Piłsudskiego (zbiornik wodny o nazwie Fosa Obserwatorów lub Fosa Legionów Dąbrowskiego), a następnie na północ wzdłuż ulicy Jana III Sobieskiego.
Według innych źródeł Kanał Sielecki obejmuje także odcinek płynący krytym kolektorem na wschód od Jeziora Sieleckiego, którego wylot znajduje się w rejonie alei Becka. Natomiast za jego początek przyjmuje się w takim ujęciu przepust pod ulicą Sobieskiego, wcześniejszy odcinek to oddzielny rów w ulicy Obserwatorów.
Długość rowu od źródeł przy ulicy Obserwatorów wynosi 2002 m. Szerokość dna kanału otwartego to 2 m, korony 3 m. Głębokość wynosi 3 m. Nachylenie skarp to 1:1,5, a spadek to 0,5–1‰. Jest on zaliczany do urządzeń melioracji podstawowych Warszawy. Długość odcinka krytego na odcinku od Jeziora Sieleckiego do Kanału Głównego „A” wynosi 942 m, spadek 1‰, a średnica rurociągu 0,8 m.
Kanał Sielecki zasilany jest wodami spływających z terenów ogródków działkowych znajdujących się na osiedlach Henryków i Stegny, a także z okolic ulic Płyćwiańskiej, Cisowej, Bukowej, Bzowej, Imielińskiej i Obserwatorów. Jego zlewnia w całości znajduje się na terenie dzielnicy Mokotów. Płynie przez tereny zielone i zabudowy wielorodzinnej, a przed ujściem do Jeziora Sieleckiego w bezpośrednim sąsiedztwie opuszczonego budynku położonego przy ul. Sobieskiego 100. W przeszłości istniało połączenie rowu z Bernardyńską Wodą, jednak w miejscu dawnego kolektora posadowiono fundament jednego z budynków. Zgodnie z miejscowym planem zagospodarowania przestrzennego rejonu pod Skocznią – część I, uchwalonego 23 października 2008 r., planuje się połączenie wód Fosy Legionów Dąbrowskiego kanałem i systemem zbiorników z wodami Potoku Służewieckiego.

## Galeria
| - Widok na wschód z mostku na Jeziorze Sieleckim, w tle początek podziemnego kolektora - Przepust pod ulicą Beethovena, część północna, widok w kierunku wschodnim - Przepust pod ulicą Beethovena, część południowa, widok w kierunku wschodnim - Kanał Sielecki płynący przez tereny zielone Mokotowa, widok na południowy wschód, w okolicy ulicy Beethovena |